# ツートンカラー
ツートンカラーは、ワタナベエンターテインメントに所属していたお笑いコンビで2018年に解散。現在はうえちゃんとしてピン芸人で活動している。

## メンバー
うえちゃん（1983年11月5日 - 千葉県生まれ、AB型）
- 世界中のディズニーパークに通算3000回以上通う「ディズニー大好き芸人」東京ディズニーリゾートの近所に住んでいた時は年に300日通っていたこともある。
- 東京ディズニーリゾートを案内するのが得意で、どんなに混んでる日でも30分以上待たせない、新しいパークの魅力や楽しみが発見できる！と噂が芸能界に広がり100組以上の著名人から一緒にパークに行こうと誘われてディズニーランドの魅力を伝えている(市川海老蔵、レディー・ガガ、千原ジュニア、指原莉乃、きゃりーぱみゅぱみゅ、TAKUYA∞(UVERworld)、貴乃花親方、大塚愛など)。
- 海外のディズニーパークも全て制覇していて、海外パークの案内もする。
- 昔、ゴルフ場でキャディのアルバイトをしていた[1]。

## 概要・来歴
- ワタナベコメディスクール7期出身。
- NSC時代から同期のインポッシブルと仲が良い。
- うえだのまさゆきはディズニー好きの仲間(芸人など)と一緒に夢の国大好き芸人のトークライブ「ドリームライブ」を不定期で開催している。
- ツートンカラー2人のトークライブ「ペラペーラペラペ」も2ヶ月に一度開催した。
- 2018年8月解散、土橋は構成作家。上田は「うえだのまさゆき（うえちゃん）」に改名しピン芸人になる。
- 2020年3月、上田がワタナベエンターテインメントを退所し、フリーを経てホリプロコムに移籍。
- M-1グランプリ2021では川元文太（ダブルブッキング）とのユニット「タテジマフクロウ」として出場し、3回戦進出[2]。
- 2023年7月1日より株式会社100companyに所属。
- 2024年10月より、単独トークライブ『うえちゃんの「自由研究」』を定期的に開催。うえちゃんが与えられた課題と自身が選んだテーマについて研究し、発表する。

## 受賞歴
- 第8回漫才新人大賞　決勝進出
- 2009年キングオブコント　3回戦進出

## 出演

### 出演番組
- 爆笑トライアウト（NHK総合）
  - 会場審査は6位（361TP）。視聴者投票は6位（703票）。
- 爆笑レッドカーペット ヤングライオン杯決勝大会（フジテレビ、2010年9月25日）-キャッチコピーは「美しき漫才お見せします」
- あらびき団（TBS）-2011年5月17日
- ピラメキーノ（テレビ東京）-「バカウケ コドモ-1GP」優勝
- 芸人報道（日本テレビ）- 2012年2月14日
- 笑っていいとも!
- ライオンのごきげんよう
- リアルスコープZ（フジテレビ）- 2012年4月28日
- ハモネプ☆スターリーグ（フジテレビ)
- PON!（日本テレビ)
- TV・局中法度!（テレビ神奈川・千葉テレビ放送・テレビ埼玉・サンテレビジョン） - 2013年2月9日
- パテナの神様!（毎日放送）-2013年2月27日
- ざっくりハイタッチ（テレビ東京）-2013年4月14日
- ウラマヨ!（関西テレビ）-2014年4月12日
- KinKi Kidsのブンブブーン（フジテレビ）-2015年10月11日、10月18日
- 余談大賞2016（TBS）-2016年9月28日、12月28日
- 所さんお届けモノです!（毎日放送）-2017年6月4日
- サタデープラス（毎日放送）-2018年4月21日
- 土曜なもんで!（テレビ愛知）-2018年4月28日

### ラジオ
- 高橋みなみの これから、何する?
- 鈴木敏夫のジブリ汗まみれ
- イマ旬!サタデーナイト

### 雑誌
- お笑いポポロ
- 東京ウォーカー
- ディズニーNAVI
- 女性自身
- レタスクラブ
- mina
- サンキュ!